# Sphingicampa amena
Sphingicampa amena är en fjärilsart som beskrevs av Lauro Travassos 1941. Sphingicampa amena ingår i släktet Sphingicampa och familjen påfågelsspinnare. Inga underarter finns listade i Catalogue of Life.